# Схид (журнал)
«Схид» («Восток»; укр. Схід) — украинский научный специализированный журнал. Основные рубрики: История, Философия, Экономика. Выходил в Донецке с 1995 года, с 2014 года — в Мариуполе. INDEX COPERNICUS VALUE (ICV) За 2015 р. - 64,77 За 2014 р. - 64.29, Standardized Value: за 2014 р. - 6.50; за 2013 р. - 4.47; за 2012 р. - 4.06
Журнал внесен в перечень ВАК Украины. Частота выхода журнала — 6 номеров в год. За период 1995—2016 гг. вышло 146 номеров журнала. Автор концепции и шеф-редактор журнала «Схид» — профессор Белецкий Владимир Стефанович.
Языки: украинский, английский, русский.

## Журнал «Схід» в международных информационных и наукометрических базах
- Ulrich's Periodicals Directory ;
- BASE[4];
- EBSCO;
- РИНЦ (Россия);
- Index Copernicus International S.A. (Польша);
- WorldCat;
- Philosophy Documentation Center
- DOAJ (Швеция)

Кроме того, журнал представлен в известных библиотеках:
- HARVARD UNIVERSITY Кембридж, США
- YALE UNIVERSITY, Нью-Хейвен, США
- LIBRARY OF CONGRESS, Вашингтон, США
- DUKE UNIVERSITY LIBRARIES, Дарем, США
- UNIVERSITY OF ILLINOIS AT URBANA CHAMPAIGN, Эрбана, США
- UNIVERSITY OF ALBERTA, Эдмонтон, Канада
- STANFORD UNIVERSITY LIBRARIES, Стенфорд, США
- THE BRITISH LIBRARY, ST. PANCRAS, Лондон, Великобритания